# Tíjola (ort)
Tíjola är en ort i Spanien.   Den ligger i provinsen Provincia de Almería och regionen Andalusien, i den södra delen av landet, 400 km söder om huvudstaden Madrid. Tíjola ligger 689 meter över havet och antalet invånare är 3 724.
Terrängen runt Tíjola är lite bergig. Runt Tíjola är det mycket glesbefolkat, med 5 invånare per kvadratkilometer. Närmaste större samhälle är La Mojonera, 6,0 km söder om Tíjola. 